# Селихов, Александр Александрович
Алекса́ндр Алекса́ндрович Се́лихов (род. 7 апреля 1994, Нарышкино, Орловская область) — российский футболист, вратарь «Урала».

## Клубная карьера

### Начало карьеры
На позиции вратаря стал играть с детства, ещё с игр в футбол во дворе. В 2004 году выступал в составе ДЮСШ Нарышкино, в следующем году перешёл в ДЮСШ-3 Орёл. В 2007 году выступал в составе сборной ДФЛ на турнире «Бесков и его команда». На одном из юношеских турниров был замечен скаутами московского «Спартака», и приглашён в команду в 2006 году. В академии красно-белых провёл 2 года: с 12 до 14 лет. В 2008 году проиграл конкуренцию другим вратарям. Практически сразу же поехал на просмотр в петербургский «Зенит» и стал заниматься в академии сине-бело-голубых. Проведя два года в интернате, был отчислен из команды за прогулы школы в выпускном классе, поэтому вернулся в родной Орёл, где и начал профессиональную карьеру в местном клубе «Русичи».

### «Орёл»
Полгода Александр играл за дубль орловской команды в КФК, позже дебютировал в ПФЛ за основную команду в матче против «Калуги». В 2013 году пермский «Амкар» взял игрока в полугодичную аренду. В составе пермяков провёл 17 матчей за молодёжный состав, но за два тура до конца сезона травмировался и потерял место в составе. Станислав Черчесов, тренер «Амкара» в том сезоне, похвалил игру Селихова и сообщил, что клуб будет договариваться о трансфере. Но руководство орловского клуба хотело выгодно продать футболиста, попросив за вратаря нереальную сумму у пермяков, поэтому после окончании срока аренды Александр вернулся в «Орёл».
В 2014 году Селихова не поставили в заявку на сезон, после чего футболист написал жалобу в КДК с просьбой расторгнуть контракт. При попытке получить в администрации клуба отметку о регистрации жалобы Александр встретился с заместителем директора клуба Алексеем Коршуновым. Тот отказался подписывать жалобу и ударил Селихова головой в лицо, из-за чего у футболиста был диагностирован закрытый перелом носа со смещением. Сам Селихов признавался, что в этот период у него были мысли закончить с футболом.

### «Амкар»

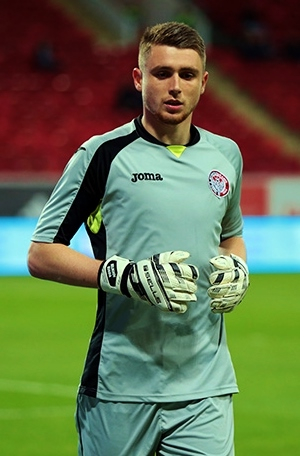
Селихов в составе «Амкара»

Через полгода у Селихова истёк контракт с «Орлом», и он на правах свободного агента вернулся в «Амкар» в качестве третьего вратаря. Основными вратарями пермяков на тот момент были Роман Герус и Дмитрий Хомич, но, когда они оба травмировались, Селихов впервые сыграл в чемпионате России 28 августа 2015 года против «Ростова» (0:1). Селихов получил одобрительные отзывы за матч. Пропустил следующий матч чемпионата против «Кубани», однако затем тренер пермяков Гаджи Гаджиев сделал его основным голкипером «Амкара». Во втором матче в Премьер-лиге Селихов отразил пенальти от зенитовца Халка, чем помог команде увезти ничью из Санкт-Петербурга. Первый матч на ноль Селихов сыграл 2 ноября дома против «Терека». На стыке осенней и весенней частей чемпионата выдал серию из трёх сухих матчей: против «Крыльев Советов» (в гостях), ЦСКА (дома) и «Анжи» (в гостях). 18 марта 2016 года не пропустил ни одного мяча от лидера чемпионата «Ростова» (0:0). Всего же в дебютном сезоне в Премьер-лиге сыграл 23 матча и по многим версиям попал в тройку лучших голкиперов чемпионата.
20 апреля 2016 года в полуфинале Кубка России против «Зенита» в послематчевой серии пенальти сумел отразить удар Артёма Дзюбы, а также сам забил один из пенальти, но это не помогло «Амкару» выйти в финал (1:1; 3:4 по пен.).
В первой половине сезона 2016/17 продолжил уверенную игру, стал по многим статистическим показателем лучшим вратарём первого круга чемпионата, отстоял на ноль 10 матчей из 17, пропустив всего 12 мячей.

### «Спартак» Москва

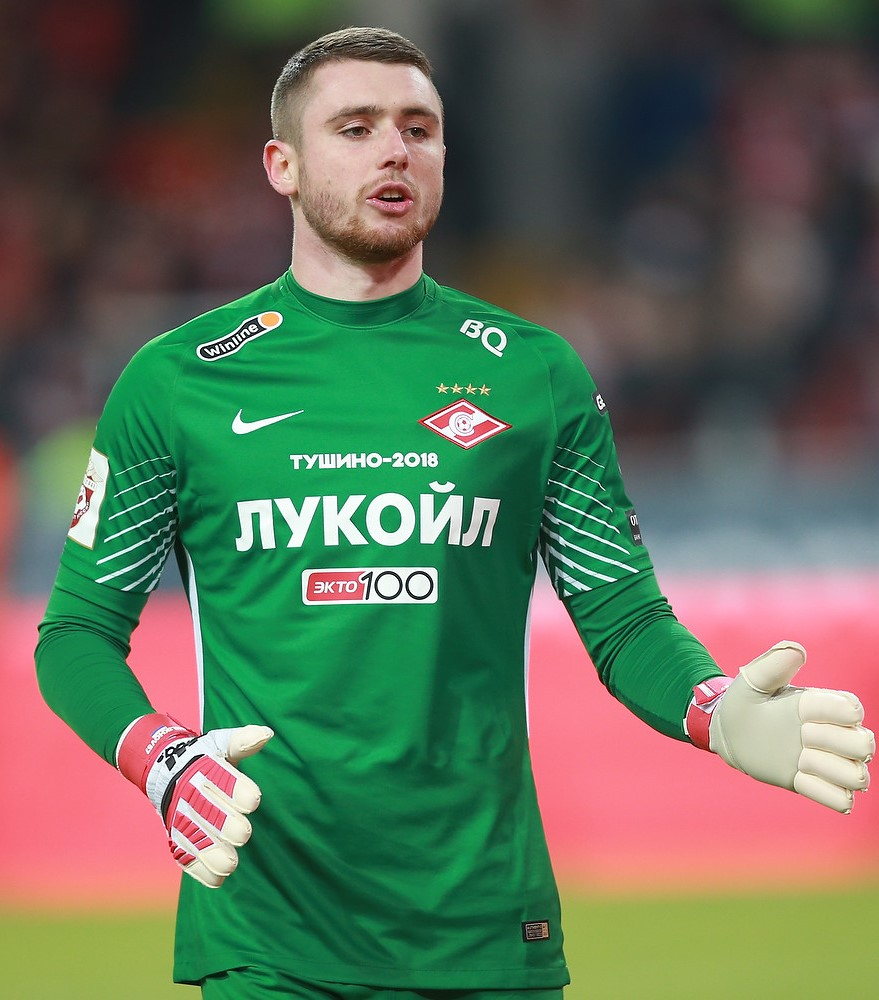
Селихов в составе «Спартака»

22 ноября 2016 года было объявлено о подписании Селиховым 4,5-летнего контракта с московским «Спартаком», который вступил в силу с 6 декабря. Сумма трансфера, по неофициальной информации, составила около 3,5-4 миллионов долларов. В новом клубе взял 21-й номер, так как номер 57 (в честь Орловской области), под которым Селихов выступал в «Амкаре», оказался занят, но в следующем сезоне взял 57 номер. Также вратарём интересовался «Зенит». Дебютировал за «Спартак» 13 мая 2017 в первом матче после завоевания клубом чемпионства — в гостевом матче 28-го тура против «Амкара» (1:0).
Первоначально Селихов не являлся основным голкипером команды, являясь дублёром Артёма Реброва и проведя несколько матчей за «Спартак-2». 26 сентября 2017 года в матче Лиги чемпионов против «Ливерпуля» Ребров получил травму и на замену вышел Селихов, ему удалось несколько раз спасти команду от пропущенного гола и отстоять свой отрезок на ноль. После этого Александр стал основным вратарём команды, оставаясь им и после восстановления Реброва.
11 мая 2018 года на утренней тренировке «Спартака» в Тарасовке Селихов получил серьёзную травму ахиллового сухожилия, таким образом лишился шансов сыграть за сборную на домашнем чемпионате мира 2018 года. 14 мая был прооперирован в Риме. 22 ноября 2018 года полностью восстановился от травмы и вернулся в общую группу. Первый матч после травмы провёл 3 марта 2019 года в 18-м туре чемпионата России против «Краснодара» (1:1). В сезоне 2018/19 основным голкипером «Спартака» был Александр Максименко.
В сезоне 2019/20 основным вратарём был снова выбран Александр Максименко. 8 сентября 2019 года на тренировке во время выполнения упражнений скоростно-силовой направленности Селихов снова травмировал ахиллово сухожилие. По предварительной информации от медицинского штаба, речь идёт о его частичном повреждении. 12 сентября 2019 года стало известно, что медицинское обследование выявило у вратаря частичное повреждение правого ахиллова сухожилия и вскоре он будет прооперирован. 17 сентября 2019 года перенёс операцию в Финляндии и пропустит минимум полгода.
25 мая 2020 года полностью восстановился после операции на ахилловом сухожилии и впервые работал в общей группе. 13 октября 2020 года провёл свой первый матч впервые с апреля 2019 года, сыграв за «Спартак-2» в матче 15-го тура первенства ФНЛ против «Крыльев Советов» (1:2). 7 ноября 2020 года в матче 14-го тура чемпионата России 2020/21 против «Урала» (2:2) Селихов попал в заявку «Спартака» впервые за 14 месяцев (последний раз он оказывался в заявке 19 августа 2019 года), но место в воротах занял основной вратарь Александр Максименко. 3 мая 2021 года в гостевом матче 28-го тура чемпионата России против тульского «Арсенала» (2:1) Селихов впервые за два года сыграл за «Спартак», он заменил дисквалифицированного Александра Максименко.
14 июля 2021 года во время предсезонной подготовки к сезону 2021/22, в матче Кубка «Париматч» Премьер против «Рубина» (4:0), получил очередную травму — сложный перелом пальца руки, который потребовал операции, а на восстановление ушло три месяца. Впервые в официальном матче после травмы сыграл 30 октября 2021 года против «Ростова» (1:1), где допустил результативную ошибку, приведшую к ничейному результату. 4 ноября 2021 года в матче 4-го тура Лиги Европы против «Лестера» (1:1) отбил пенальти в исполнении Джейми Варди. Отбитый 9 декабря Селиховым пенальти на 90+8-й минуте гостевого матча 6-го тура Лиги Европы против «Легии» при счёте 1:0 принёс клубу первое место в группе. После успешного выступления в Лиге Европы вошёл в символическую сборную группового турнира.
С приходом в клуб Паоло Ваноли в качестве главного тренера Селихов закрепился в качестве основного вратаря «Спартака». 29 мая 2022 года вместе с командой выиграл Кубок России. 9 июля 2022 года участвовал в матче за Суперкубок России против «Зенита» (4:0). 14 октября 2022 года подписал новый контракт со «Спартаком» до конца сезона 2024/25 с опцией автоматического продления до 30 июня 2026 года в случае наступления определённых условий. В сезоне 2022/23 провёл за клуб во всех турнирах 28 матчей, в которых пропустил 38 мячей и в семи матчах сохранил свои ворота в неприкосновенности, вместе со «Спартаком» завоевал бронзовые медали чемпионата. В сезоне 2023/24 был резервным вратарём клуба, проведя во всех турнирах 11 матчей, в которых пропустил 12 мячей и в четырёх встречах отстоял «на ноль».
22 октября 2024 года в матче 6-го тура группового этапа Кубка России против махачкалинского «Динамо» (1:0) Селихов провёл свой 100-й матч за «Спартак». 22 января 2025 года «Спартак» и Селихов расторгли контракт по соглашению сторон.

### «Урал»
19 февраля 2025 года на правах свободного агента перешёл в «Урал», подписав контракт до конца сезона 2024/25. Дебютировал за клуб 3 марта 2025 года в матче 22-го тура Первой лиги против «Ротора» (0:0), сохранив свои ворота в неприкосновенности, отразив два удара в створ.

## Карьера в сборной
Осенью 2014 года впервые был вызван в молодёжную сборную России. Дебютировал 17 ноября в товарищеской игре против сборной Ирландии (до 21) (2:2).
16 августа 2017 года попал в расширенный состав сборной России для участия в учебно-тренировочном сборе в Новогорске.
Дебютировал за сборную России 17 ноября 2022 года в товарищеском матче против сборной Таджикистана (0:0), проведя на поле весь первый тайм и сохранив свои ворота в неприкосновенности.

## Личная жизнь
Родился в посёлке Нарышкино Орловской области. Отец — шофёр, мать — продавец.
Был женат на мастере спорта по лёгкой атлетике, бронзовом призёре Универсиады-2015 по семиборью Анне Петрич. 27 сентября 2017 года у них родился сын Артём.

## Достижения
«Спартак» (Москва)
- Чемпион России: 2016/17
- Серебряный призёр чемпионата России: 2020/21
- Бронзовый призёр чемпионата России (2): 2017/18, 2022/23
- Обладатель Кубка России: 2021/22
- Обладатель Суперкубка России: 2017

## Статистика

### Клубная
| Клуб                    | Сезон            | Лига | Лига | Лига          | Кубки | Кубки | Кубки         | Еврокубки | Еврокубки | Еврокубки     | Итого | Итого | Итого         |
| Клуб                    | Сезон            | Игры | Голы | Матчи на ноль | Игры  | Голы  | Матчи на ноль | Игры      | Голы      | Матчи на ноль | Игры  | Голы  | Матчи на ноль |
| ----------------------- | ---------------- | ---- | ---- | ------------- | ----- | ----- | ------------- | --------- | --------- | ------------- | ----- | ----- | ------------- |
| Орёл                    | 2011/12          | 1    | −1   | 0             | 0     | −0    | 0             | —         | —         | —             | 1     | −1    | 0             |
| Орёл                    | 2012/13          | 8    | −11  | 1             | 1     | −1    | 0             | —         | —         | —             | 9     | −12   | 1             |
| Орёл                    | Итого            | 9    | −12  | 1             | 1     | −1    | 0             | —         | —         | —             | 10    | −13   | 1             |
| Амкар                   | 2015/16          | 23   | −25  | 6             | 3     | −2    | 1             | —         | —         | —             | 26    | −27   | 7             |
| Амкар                   | 2016/17          | 17   | −12  | 10            | 1     | −1    | 0             | —         | —         | —             | 18    | −13   | 10            |
| Амкар                   | Итого            | 40   | −37  | 16            | 4     | −3    | 1             | —         | —         | —             | 44    | −40   | 17            |
| Спартак (Москва)        | 2016/17          | 1    | −0   | 1             | —     | —     | —             | —         | —         | —             | 1     | −0    | 1             |
| Спартак (Москва)        | 2017/18          | 21   | −18  | 10            | 3     | −2    | 1             | 6         | −12       | 1             | 30    | −32   | 12            |
| Спартак (Москва)        | 2018/19          | 5    | −5   | 1             | 1     | −1    | 0             | 0         | −0        | 0             | 6     | −6    | 1             |
| Спартак (Москва)        | 2019/20          | 0    | −0   | 0             | 0     | −0    | 0             | 0         | −0        | 0             | 0     | −0    | 0             |
| Спартак (Москва)        | 2020/21          | 1    | −1   | 0             | 0     | −0    | 0             | —         | —         | —             | 1     | −1    | 0             |
| Спартак (Москва)        | 2021/22          | 14   | −19  | 1             | 0     | −0    | 0             | 3         | −2        | 1             | 17    | −21   | 2             |
| Спартак (Москва)        | 2022/23          | 27   | −34  | 7             | 1     | −4    | 0             | —         | —         | —             | 28    | −38   | 7             |
| Спартак (Москва)        | 2023/24          | 5    | −4   | 3             | 6     | −8    | 1             | —         | —         | —             | 11    | −12   | 4             |
| Спартак (Москва)        | 2024/25          | 0    | −0   | 0             | 8     | −7    | 3             | —         | —         | —             | 8     | −7    | 3             |
| Спартак (Москва)        | Итого            | 74   | −81  | 23            | 19    | −22   | 5             | 9         | −14       | 2             | 102   | −117  | 30            |
| → Спартак-2 (фарм-клуб) | 2016/17          | 3    | −2   | 1             | —     | —     | —             | —         | —         | —             | 3     | −2    | 1             |
| → Спартак-2 (фарм-клуб) | 2017/18          | 1    | −2   | 0             | —     | —     | —             | —         | —         | —             | 1     | −2    | 0             |
| → Спартак-2 (фарм-клуб) | 2020/21          | 10   | −14  | 1             | —     | —     | —             | —         | —         | —             | 10    | −14   | 1             |
| → Спартак-2 (фарм-клуб) | 2021/22          | 1    | −1   | 0             | —     | —     | —             | —         | —         | —             | 1     | −1    | 0             |
| → Спартак-2 (фарм-клуб) | Итого            | 15   | −19  | 2             | —     | —     | —             | —         | —         | —             | 15    | −19   | 2             |
| Всего за карьеру        | Всего за карьеру | 138  | −149 | 42            | 24    | −26   | 6             | 9         | −14       | 2             | 171   | −189  | 50            |

### Сборная
| Матчи Александра Селихова за сборную России | Матчи Александра Селихова за сборную России | Матчи Александра Селихова за сборную России | Матчи Александра Селихова за сборную России | Матчи Александра Селихова за сборную России | Матчи Александра Селихова за сборную России | Матчи Александра Селихова за сборную России |
| ------------------------------------------- | ------------------------------------------- | ------------------------------------------- | ------------------------------------------- | ------------------------------------------- | ------------------------------------------- | ------------------------------------------- |
| №                                           | Дата                                        | Оппонент                                    | Счёт                                        | Пропущенные мячи                            | Соревнование                                |                                             |
| 1                                           | 17 ноября 2022                              | Таджикистан                                 | 0:0                                         | —                                           | Товарищеский матч                           |                                             |